# Gran muftí de Jerusalén
El gran muftí de Jerusalén es el clérigo musulmán sunita a cargo de los lugares sagrados islámicos de Jerusalén, incluida la mezquita de Al-Aqsa. El cargo fue creado por el gobierno militar británico de Ronald Storrs en 1918. Desde 2006 el gran muftí es Muhammad Hussein.

## Historia

### Mandato Británico y ocupación jordana
Durante el Mandato Británico de Palestina, el gran muftí de Jerusalén fue creado por sus autoridades para «mejorar el estatus del cargo».
Cuando Kamil al-Husayni murió en 1921, el Alto Comisionado británico Herbert Samuel nombró a Amin al-Husayni en el cargo. Miembro del clan al-Husayni de Jerusalén, él era un líder nacionalista. Como gran muftí y líder en el Comité Superior Árabe, especialmente durante la Segunda Guerra Mundial desempeñó un papel clave en la oposición al sionismo y se alió con el régimen nazi. En 1948, después de que Jordania ocupó Jerusalén, Abdullah I de Jordania removió oficialmente a al-Husayni del cargo, le prohibió ingresar a Jerusalén, y nombró a Hussam Al-din Jarallah como gran muftí. Luego de la muerte de Jarallah en 1952, el Waqf jordano nombró a Saad al-Alami como su reemplazo.

### Autoridad Palestina
En 1993, después de la muerte de al-Alami, y con la transferencia de un mayor control de los lugares sagrados musulmanes en Jerusalén de Israel a los palestinos, el presidente de la Organización para la Liberación de Palestina, Yasir Arafat, nombró a Sulaiman Ja'abari como gran muftí. Cuando murió en 1994, Arafat designó a Ekrima Sa'id Sabri. Sabri fue relevado en 2006 por Muhammad Ahmad Hussein designado por el presidente de la Autoridad Nacional Palestina Mahmud Abás.

## Listado
- Kamil al-Husayni (1920-1921)
- Mohammad Amin al-Husayni (1921-1948, exiliado en 1937 pero no renunció al cargo)[7][8]
- Hussam ad-Din Jarallah (1948-1954)
- Saad al-Alami (1954-1993)[9]
- Sulaiman Ja'abari (1993-1994)
- Ekrima Sa'id Sabri (octubre de 1994-julio de 2006)
- Muhammad Ahmad Hussein (julio de 2006-actualidad)